# ブレイド ブラッド・オブ・カソン
『ブレイド ブラッド・オブ・カソン』（原題：Blade: The Series）は、アメリカ合衆国で2006年に放送されたテレビドラマ。マーベル・コミックの『ブレイド』の映画版の続編である。

## 概要
映画三作に深くかかわっているデヴィッド・S・ゴイヤーが脚本・製作総指揮を手がけた。

## キャスト
（）内は吹き替えキャスト。
- ブレイド - カーク・ジョーンズ（江川央生）
- クリスタ - ジル・ワーグナー（北西純子）
- シェン - ネルソン・リー
- マーカス - ニール・ジャクソン
- チェイス - ジェシカ・ガワー

## 放映リスト
| 話数 | タイトル             | 放送日        |
| ---- | -------------------- | ------------- |
| 01   | Pilot (two episodes) | 2006年6月28日 |
| 02   | Death Goes On        | 2006年7月5日  |
| 03   | Descent              | 2006年7月12日 |
| 04   | Bloodlines           | 2006年7月19日 |
| 05   | The Evil Within      | 2006年7月26日 |
| 06   | Delivery             | 2006年8月2日  |
| 07   | Sacrifice            | 2006年8月9日  |
| 08   | Turn of the Screw    | 2006年8月16日 |
| 09   | Angels and Demons    | 2006年8月23日 |
| 10   | Hunters              | 2006年8月30日 |
| 11   | Monsters             | 2006年9月6日  |
| 12   | Conclave             | 2006年9月13日 |

## スタッフ
- 監督：ピーター・オファロン
- 脚本：デヴィッド・S・ゴイヤー、ジェフ・ジョンズ（英語版）
- 製作総指揮：デヴィッド・S・ゴイヤー、アリ・アラッド、アヴィ・アラッド、ジョン・クロール（英語版）、ジム・ローゼンタール
- キャラクター創造：マーヴ・ウォルフマン（英語版）